# Črt Marinček
Črt Marinček, slovenski fiziater in univerzitetni profesor, * 22. oktober 1945, Beograd, Demokratična federativna Jugoslavija.

## Življenje in delo
Osnovno šolo je obiskoval v Ljubljani. Leta 1964 je maturiral na Šubičevi Gimnaziji v Ljubljani, leta 1969 pa je diplomiral na Medicinski fakulteti Univerze v Ljubljani. Leta 1981 je na Univerzi v Ljubljani tudi doktoriral z disertacijo Prilagoditev na obremenitev zgornjih udov pri zdravih ljudeh ter pri prizadetih zaradi okvare gibalnega sistema. Na Medicinski fakulteti v Ljubljani je delal kot docent (od 1982), nato pa kot redni profesor (od 1992). Univerza v Ljubljani mu je podelila naziv zaslužni profesor (2018). Prejel je častni doktorat na Univerzi Rīga Stradiņš, Riga, Latvija (2019).

## Študijska izpopolnjevanja
- New York University Postgraduate Medical School, New York, Združene države Amerike (1974).
- Texas Institute for Rehabilitation and Research, Houston, Združene države Amerike (1982).
- Študijski obiski vodilnih ustanov za rehabilitacijo na Japonskem, Nizozemskem, Škotskem, Izraelu, Kanadi in Združenih državah Amerike.

## Nagrade in priznanja
- Red republike z bronastim vencem (1989).
- Posebno priznanje generalnega sekretarja Organizacije združenih narodov (1990) za program sodelovanja z deželami v razvoju na področju rehabilitacije v Afriki ter Bližnjem in Daljnem vzhodu.